# Negrita
Negrita — итальянская рок-группа, образованная в 90-х годах.

## История
Группа берет свое название от известной песни «Hey! Negrita» группы «Rolling Stones». В восьмидесятые годы еще первый состав будущей «Negrita» решает добиться популярности под названием «Gli Inudibili». Проект идет хорошо, и в 1991 году Pau nel решил отправить демо-композиции на разные радиостанции, но это не принесло результата. В 1992 году к группе присоединился басист Franco Li, и уже третья демо-композиция привлекает внимание продюсера Fabrizio Barbacci. С его помощью группа подписала контракт с «Black Out» (PolyGram). В 1993 году группа уже окончательно становится «Negrita» и приступает к работе над своим первым альбомом. «Negrita» начинает снимать видеоклипы хитов, и едет в турнир по Италии. Всего группа выпустила девять альбомов, три записи живых концертов, сняла более тридцати видеоклипов.

## Дискография
- Negrita (1994)
- Paradisi per illusi (1995)
- XXX (1997)
- Reset (1999)
- Radio Zombie (2001)
- L'uomo sogna di volare (2005)
- HELLdorado (2008)
- Dannato vivere (2011)
- 9 (2016)
- Desert Yacht Club (2018)